# Vår klass (pjäs)
Vår klass (polska: Nasza klasa) är en pjäs av den polske författaren Tadeusz Słobodzianek  från 2008. Pjäsen har bland annat uppförts i London, Tokyo, Toronto, Chicago, Warszawa, New York och Budapest och rönt stor uppmärksamhet. Pjäsen hade skandinavisk premiär på Teater Galeasen i Stockholm 2013.

## Handling
Pjäsen historia börjar 1925 i en polsk skola där vi möter tio ungdomar som vi sedan får följa genom den polska historien fram till idag. Det som huvudsakligen karaktäriserar de olika rollfigurerna är deras religiösa och kulturella tillhörighet. Pjäsen betonar särskilt vad som sker med dem under andra världskriget och under de pogromer mot judar som genomfördes då; några av skolbarnen är judar och andra kommer ur katolska eller nationalistiska miljöer. Rollfigurerna representerar olikartade inställningar till livet och visar hur olika de väljer att agera under de politiska omvälvningar som landet genomgår.

## Pjäsens verklighetsbakgrund
Utgångspunkten för Tadeusz Słobodzianeks pjäs är de nya fakta som framkommit om en omtalad brutal massaker på judar i Polen under andra världskriget - massakern i Jedwabne 1941 då 340 polska judar brändes inne i en lada. Enligt den förhärskande historieskrivningen var nazisterna ansvariga för övergreppet. Först år 2000 när den polsk-amerikanske forskaren Jan Tomasz Gross bok  Neighbours. The Destruction of Jews in Jedwabne, Poland kom ut och gav en förnyad bild av massakern, började man i Polen på allvar att omvärdera händelsen. Det visade sig enligt Gross att det endast var polacker som deltog i massakern och inte alls tyska nazister som tidigare sagts.
Słobodzianek pjäs bygger på dessa nya fakta och på det komplicerande förhållandet mellan judar och polacker i modern polsk historia som Jedwabnemassakern och dess efterdyningar visar på. Pjäsen belyser hur olika individer handlar i förhållande till samhällsstrukturens mekanik och spel. 
Flera skribenter har påpekat pjäsens relevans för oss idag; hur grannar, vänner, klasskamrater och syskon liksom i Vår klass ställs mot varandra i krig och konflikter, som till exempel i det i forna Jougoslavien, i inbördeskrigets Syrien och Centralafrikanska republiken.